# Reial Acadèmia Gallega de Ciències
La Reial Acadèmia Gallega de Ciències (gallec Real Academia Galega de Ciencias, RAGC) és una acadèmia científica que va ser promoguda per Enrique Vidal Abascal (qui en fou el seu primer president i president d'honor), Isidro Parga Pondal, Luis Iglesias Iglesias, Domingo García Sabell, Antonio Fraguas Fraguas i Eugenio Torre Enciso. Va ser creada el 23 d'abril de 1977 i té la seu a la Facultat de Química de la Universitat de Santiago de Compostel·la. Federico Mayor Zaragoza n'és acadèmic d'honor.

## Dia del Científic Gallec
Des del 23 d'abril de 2008, la Reial Acadèmia Gallega de Ciències celebra el Día do Científico Galego (instituït per la corporació), el mateix dia en que va dedicar un homenatge al matemàtic Vidal Abascal, amb motiu del centenari del seu naixement. Els homenatjats han estat:
- 2008: Enrique Vidal Abascal
- 2009: Isidro Parga Pondal
- 2010: Cruz Gallastegui Unamuno
- 2011: Ramón María Aller Ulloa
- 2012: Antonio Casares Rodríguez
- 2013: Benito Jerónimo Feijoo
- 2014: Luis Iglesias Iglesias
- 2015: María de los Ángeles Alvariño

## Presidents
- Enrique Vidal Abascal (1978-)
- Ernesto Vieitez Cortizo (1982-)
- Miguel Ángel Ríos Fernández (2013-)[3]

## Acadèmics

### Ciències Socials i Econòmiques
- Xosé Manuel Beiras, acadèmic fundador
- Luis Suárez-Llanos Gómez, acadèmic fundador
- Tito Varela, incorporat en 1982
- Luis Caramés, incorporat en 2015

### Ciències Tècniques
- Odón Abad Flores, incorporat en 1979
- Ramón de Vicente, incorporat en 2000
- Antonio Rigueiro, incorporat en 2002
- Fernando Pérez González, incorporat en 2014
- Ramón Doallo, incorporat en 2015
- Pedro Merino, incorporat en 2015

### Farmàcia i Biologia
- Jesús Méndez Sánchez, acadèmic fundador
- Rafael Tojo, incorporat en 1984
- Manuel Pereiro Miguens, incorporat en 1986
- María José Alonso, incorporat en 2014
- Anxo Carracedo, incorporat en 2014
- Alicia Estévez, incorporat en 2014

### Matemàtiques, Física i Física del Cosmos
- Luís Cordero, incorporat en 1979
- Gerardo Rodríguez López, incorporat en 1979
- Félix Vidal Costa, incorporat en 1992
- Vicente Pérez Villar, incorporat en 998
- Senén Barro, incorporat en 2015

### Química i Geologia
- Fernando Fraga, incorporat en 1987
- Franco Fernández, incorporat en 1993
- Manuel Freire Rama, incorporat en 1998
- Antonio Ballester, incorporat en 2004
- Miguel Ángel Ríos, incorporat en 2004
- Juán Ramón Vidal Romaní, incorporat en 2015.